# Font d'en Xirot
La Font d'en Xirot era una font natural situada a la finca Can Xirot, al turó del Carmel de Barcelona. Era molt popular per les seves aigües ferruginoses, a causa de la concentració de minerals de ferro que conté la muntanya, que presumptament li conferien unes propietats estimulants i curatives. Durant la primera meitat del segle xix, l'aigua de can Xirot s'envasava en grans garrafes i es venia en comerços especialitzats de Barcelona.
Els obrers del gremi de teixidors de Barcelona solien anar-hi a celebrar una fontada cada 10 de maig, dia de Sant Pancraç. El juliol del 1855, en plena vaga general, els treballadors revoltats van triar la font d’en Xirot per trobar-se.
Al llibre Obrers a Catalunya. Manual d'història del Moviment Obrer (1840-1975), de J. M. Huertas Clavería, hi ha una il·lustració, probablement de la primera meitat del segle xix, on s'hi representa una festa campestre a la font d'en Xirot, el dia de Sant Pancraç, amb ball i guitarra, que podria tractar-se d'un fandango, amb el següent peu de foto: 'Cansó nova, o breu esplicació de las festas i aniversari que celebran los Teixidors de la ciutad de Barcelona el día 10 de maix de cada añ, dia en que fou instalada la sociedad'.
A la novela Barcelona y sus misterios, best-seller de 1860, l'escriptor Antoni Altadill i Teixidó situa un dels seus capítols a la font d'en Xirot, amb una il·lustració d'Eugeni Planas.